# الحارث بن عمرو الكندي
الحارث الحَرِّاب بن عمرو المقصور بن حجر آكل المرار بن عمرو بن معاوية الكندي (نحو 445م - 531م) آخر ملوك كندة الأقوياء، وهو حفيد حجر آكل المرار الذي ولاه أبي كرب أسعد ملكا على معد. ويعد الحارث أشهر ملوك كندة وأكثرهم نشاطاً وأطولهم حكماً، إذ أنه حكم ما يقرب من ستين عاماً، وفي ذلك قال ابن الكلبي: «الحَارِث، وهو الملِكُ، مَلَك مَعَداً ستين».وتتفق المصادر على أن الحارث قد تولى الملك بعد والده عمرو بن حجر، وأنه كان شديد الملك، بعيد المغار، كثير الغزوات، فعظم لذلك سلطانه وفخم أمره، وانتشر ولده، فملكهم على بكر وتميم وقيس وتغلب وأسد، قال امرؤ القيس: «أَبَعدَ الحارِثِ المَلِكِ بنِ عَمروٍ، لَهُ مُلكُ العِراقِ إِلى عُمانِ».وهو الذي تزوج بنت عوف بن محلم الشيباني،ويقال أنه توسط بين بكر وتغلب، وعقد بينهما صلحاً انتهت به حرب البسوس،وبسط سيادته على قبيلة بكر بالعراق بعد ذلك.
يبدو أن الحارث في أول الأمر موالياً لملوك حمير، حيث أن لديه ابن يسمى "شرحبيل" ربما سماه على شرحبيل يعفر، ولديه ابن آخر يدعى معدكرب ، ربما سمي على الملك "معد كرب ابن أبي كرب أسعد"، ويذكر الأخباريون أن بيت أبو كرب أسعد كانوا خولته، وفي رواية عبيد بن شرية قال:«ملك تُبّع بن حسان ذي معاهر ابن تبع الأسعد، فهابته حمير والعرب هيبةً شديدة، فبعث بابن أخته الحارث بن عمرو المقصور بن حُجر الكندي وهو جد امرئ القيس الكندي، فملكه على معد، وسار هو إلى الشام حتى أعطته غسان طاعتها، ووطئ العَرَب».هناك إشارة في أحد النقوش المؤرخة بسنة 584 حـ بالتقويم الحميري الموافق 474م، تذكر حملة قام بها شرحبيل إلى شمال الجزيرة العربية بمساندة كندة، واجه فيها ملك تنوخ عمرو بن الأسود (ابن الملك الأسود بن المنذر) الذي هرب من المعركة، وقام شرحبيل بتوجيه حملة نحو أرض فارس.
وإلى جانب مُلك الحارث على نجد، استطاع الحارث أيضاً أن يسيطر على أجزاء واسعة من جنوب وشرق شبه الجزيرة العربية، كما شمل ملكه القبائل العربية بين العراق وسوريا. وذكر ثيوفان المعترف أن الحارث بن عمرو الكندي قد أرسل جيشاً بقيادة ابنه حجر لغزو فلسطين في عام 497م، ولكن رومانوس (الحاكم الرومي في فلسطين) هزم حجراً. وقد كان الحارث بن جبلة الغساني قد سار في نحو ذلك الحين الى غزو فلسطين أيضاً فأسره رومانوس. وفي عام 501م جهز حملة ثانية جعل قيادتها لابنه معدكرب الذي احرز نصراً جعل البيزنطيين يعقدون صلحاً مع في عهد الامبراطور أناستاسيوس الأول لتأمين المدن السورية، ويصف ثيوفان المعترف حملة معد كرب بأنه انقض كالريح على هذه المواضع وابتعد بسرعة بالغنائم، حتى أن القائد رومانوس تعقبهم ولم يستطيع اللحاق بهم.
ويزعم الأخباريون أن في بداية عهد المنذر بن ماء السماء وصلت قوة التبع والحارث العسكرية إلى الحيرة، مما جعل الفرس يغضون الطرف عن انتزاع الحارث ملك الحيرة من المناذرة، قال معمر بن المثنى: «كان الحارث بن عمرو الكندي بعث به تبع مع بكر بن وائل ملكا عليهم، وقد ضيق على المنذر بن ماء السماء ملك عذار العراق حتى لجأه الى هيت وتكريت. وكان الحارث أكثر ملوك مَعَدُ غزواً، حتى غلب على قبائل جمّة من العرب».ويعضد هذه الرواية نقش (المأسل 2) المؤرخ سنة 521م، والذي جاء فيه: « معد كرب يعفر  ملك سبأ وذي ريدان وحضرموت ويمنت وأعرابهم في الطود وتهامة، أمر ودون هذا المسند بمأسل الجمح، علامة على حملة قام بها الملك إلى (عراق كوتى)، نجدة للعرب الثائرين، بسبب غارة المنذر عليهم. وأشترك معه في هذي الغزوة: سبأ، حمير، الرحبة، حضرموت، يحان، وأعرابهم: كندة، مذحج، بني ثعلبة، مضر، وسبع. وذلك في شهر ذو القياظ سنة 631 (أي يونيو 521م)». إلا أن المصادر تشير أن الملك أنوشروان أعاد ملك الحيرة والعراق إلى المنذر، قال أبو هلال العسكري: «ملك الْحَارِث بن عَمْرو آكل المرار الْكِنْدِيّ، فَلَمَّا ملك أنوشروان بن قباذ، ملك على الْحيرَة الْمُنْذر ابْن مَاء السَّمَاء، وهرب الْحَارِث. واتبعته خيل الْمُنْذر فأدركوا ابْنه عمر فَقَتَلُوهُ، وَفَاتَ هُوَ - الحارث- ثمَّ قتلته كلب بمسحلان».قال ابن قتيبة: «أن أهل اليمن يزعمون أن قباذ بن فيروز لم يملك الحارث بن عمرو وأن تبع الأخير هو الذي ملكه. ولما أقبل المنذر إلى الحيرة، هرب الحارث و تبعته خيل فقتلت ابنه عمرا، و قتلوا ابنه مالكا بهيت. وصار الحارث إلى مسحلان، فقتلته كلب».
أشير إلى اسم الحارث بن عمرو بالحيرة زمن كسرى أَنُوشِرْوَانَ، فيما زعم أبو الفرج الأصفهاني، قال: وكان في صدره (أي صدر دير هند) مكتوب: «بَنَّت هذه البيعة هند بنت الحارث بن عمرو بن حجر، الملكة بنت الأملاك، وأم الملك عمرو بن المنذر، أمة المسيح، وأم عبده، وأمة عبده، في زمن ملك الأملاك كسرو أنوشروان، وفي زمن أفريم الأسقف، فالإله الذي بنت له هذا الدير يغفر خطيئتها، ويترحم عليها وعلى ولدها، ويقبل بها وبقومها إلى أمانة الحق، ويكون معها ومع ولدها الدهر الداهر».ويروى معمر بن المثنى أن سفيان بن مجاشع توسط وسعى بتوطيد السلام بين الحارث الكندي والمنذر بن ماء السماء وذلك بأن خطب ابنة الحارث هنداً فزوجها المنذر فتهادن الملكان وطفئت النائرة بينهما مؤقتاً، وهند هي أم الملك عمرو بن هند.
وبعد وفاة الملك الحارث انتهى الأمر إلى بنوه، وفي خبرهم محمد بن حبيب البغدادي يقول: «كان الحارث فرق ولده في معد فملَّك حُجرا على بنى أسد بن خزيمة. وملّك شرحبيل على تميم والرباب. وملك سلمة على بكر وتغلب. وملك معدي كرب - وهو غلفاء - على قيس وكنانة. فلما مات الحارث، ضبط كل رجل من بنيه ملكه فاشتد ملكهم. فأما بنو أسد، فقتلوا ملكهم حجرا أبا امرئ القيس الشاعر. ووثب شرحبيل وسلمة فاحتربا، فقُتل شرحبيل، قتله أبو حنش عُصم بن النعمان التغلبي وكان مع سلمة بن الحارث. وضرب سلمة بن الحارث الفالجُ فهلك. وأصاب معدي كرب بن الحارث الوسواس على أخيه شرحبيل، فخرج يهيم على وجهه فمات. وانخرق ملك كندة».